# Жан-Батист Одебер
Жан-Батист Одебер (фр. Jean Baptiste Audebert; 1759 — грудень 1800) — французький художник і натураліст.

## Біографія
Одебер народився 1759 року в Рошфорі. Він вивчав живопис і малюнок у Парижі та здобув репутацію художника-мініатюриста. Займаючись підготовкою пластинок для Histoire des cloportes Гійома-Антуана Олів'є, він розвинув інтерес до природної історії. Його перша оригінальна робота, Histoire naturelle des singes, з'явилася в 1800 році, ілюстрована шістдесятьма двома листами, намальованими та вигравіруваними ним самим. Фарба на цих пластинах була надзвичайно красивою і наносилася методом, який він придумав. 
Одебер помер у Парижі, залишивши повні матеріали для іншої праці, Histoire des colibris, oiseaux-mouches, jacamars et promerops, яка була опублікована в 1802 році. Інша робота, що залишилася незавершеною, також була опублікована після смерті автора, L'Histoire des grimpereaux et des oiseaux de paradis . Останні два твори також з'явилися разом у двох томах, Oiseaux dorés, ou à reflets métalliques (1801—1802),  написаних разом із його другом Луї П'єром В'єйо.